# دنیز گامزه ارگوون
دنیز گامزه ارگووِن (ترکی استانبولی: Deniz Gamze Ergüven؛ زادهٔ ۴ ژوئن ۱۹۷۸) کارگردان، فیلم‌نامه‌نویس و هنرپیشه اهل ترکیه است. او از سال ۲۰۰۶ میلادی تاکنون مشغول فعالیت بوده و از فیلم‌هایش در مقام کارگردان می‌توان اسب وحشی (۲۰۱۵) و پادشاهان (۲۰۱۷) را نام برد.